# HMS Quebec (1781)
HMS Quebec (1781) — 32-пушечный фрегат 5 ранга Королевского флота. Третий британский корабль, названный в честь города Квебек.

## Постройка
Восемь 32-пушечных фрегатов по проекту Ханта должны были заменить корабли типа Amazon Уильямса, которые напоминали даже внешне, если не считать несколько большей килеватости в миделе. На практике, однако, новый проект показал себя посредственно, и потому продолжались заказы прежнего типа. Первый заказ на фрегат типа Active был заключен в июне 1778 года с частной верфью Фишера из расчета £11.15 за тонну водоизмещения.
Последний из всех Quebec был заказан 15 сентября 1779 года. Заложен в июне 1780 года. Спущен на воду 24 мая 1781 года на частной верфи George Parsons в Берслдон, на реке Хэмбл. Достроен и обшит медью 8 августа 1781 года на королевской верфи в Портсмуте.

## Служба

### Американская революционная война
1781 — вступил в строй в мае, капитан Кристофер Мейсон (англ. Christopher Mason), Флот Канала; 3 сентября ушёл в Северную Америку.
1782 — 22 февраля взял шхуну Betsy; 21 апреля взял бриг Sally с грузом муки; 26 апреля взял американский приватир Hope с грузом масла, текстиля, соли и вина; 27 августа взял американский приватир Warrior; 21 декабря у устья залива Делавэр совместно с HMS Diomede и HMS Astraea взял 40-пушечный South Carolina (бывший L’Indien); призовые деньги за него выданы в 1784 году.
1783 — выведен в резерв и рассчитан.
1790 — сентябрь, оснащение в Портсмуте (по март 1791 года); возвращен в строй в октябре в связи с инцидентом в Нутка-Саунд, капитан Джон Родни (англ. John Rodney).

### Французские революционные войны
1793 — апрель-июнь, оснащение в Дептфорде; возвращен в строй в июне, капитан Иосия Роджерс (англ. Josias Rogers, ум. в апреле 1795 года); 26 ноября ушёл на Подветренные острова.
1794 — с флотом вице-адмирала Джервиса, Вест-Индия; 10 апреля, совместно с HMS Ceres, HMS Rose и шлюпом, занял французские укрепления на о-вах Всех Святых.
1795 — апрель, капитан Джон Карпентер (англ. John Carpenter).
1796 — 10 марта в Канале взял корсар L’Aspic; 3 декабря у Сан-Доминго взял 18-пушечный L’Africaine . Во второй половине года капитан Quebec Роджерс отличился в отражении нападений на Доминику, Гренаду и Сент-Винсент.
1797 — капитан Джон Кук (англ. John Cooke); 20 апреля шлюпки Quebec и других кораблей экспедиции (Hermione, Mermaid, Drake, Penelope) взяли и увели из Жан-Рабель (Сан-Доминго) фрегат Hermione (по другим данным, 1 корабль, 3 брига, 3 шхуны и 2 шлюпа); ноябрь, выведен в резерв и рассчитан.
1798 — возвращен в строй в апреле, капитан сэр Уильям Фэрфакс (англ. Wm George Fairfax); ноябрь, оснащение в Портсмуте (по май 1799 года.
1799 — возвращен в строй в январе, капитан Генри Бейтюн (англ. Henry Bayntun); апрель, ушёл на Ямайку.
1801 — март, капитан Роберт Мендс (англ. Robert Mends); июнь, капитан Чарльз Грант (англ. Charles Grant).

### Наполеоновские войны
1803 — октябрь, Вулвич, подготовлен для передачи Trinity House.
1805 — март-июль, ремонт на частной верфи Perry, Блэкуолл; июль-октябрь, перевооружение (9-фн пушки вместо 6-фн на шканцах и баке) в Вулвиче; возвращен в строй в августе, капитан Джордж Дандас (англ. G. L. Dundas), Вулвич.
1806 — февраль, капитан Джордж Мак-Кинли (англ. George M'Kinley), май, капитан виконт Фолкленд (англ. Charles John Cary, 9th Viscount Falkland).
1807 — капитан лорд Фолкленд, Ширнесс; 4 сентября был при капитуляции Гельголанда; капитан Джордж Пулетт (англ. George Poulett), Даунс.
1800 — 30 апреля ушёл на Ньюфаундленд.
1810 — капитан Чарльз Хотэйн (англ. Charles Sibthorp Hawtayne), Северное море; 16 марта взял 10-пушечный приватир; 29 мая у острова Флистром шлюпки Quebec («и других») уничтожили 6-пушечный приватир и взяли еще два.
За два года в Северном море Quebec захватил ряд вооруженных судов. Французский корсар люгер Impératrice (14) был взят после 24 часов погони, а в ночь на 8 ноября 1810 года был уведен со стоянки у Флистром другой корсар — прекрасная французская шхуна Jeune Louise. Quebec впервые обнаружил шхуну, проходя Фли и Шеллинг, возвращаясь на позицию, находившуюся за Текселем; фрегат привелся к ветру и три шлюпки под командой лейтенантов Стивена Попхэма (англ. Stephen Popham) и Ричарда Йетса (англ. Richard Augustus Yates), а также штурманского помощника Макдональда (англ. M'Donald), направились к берегу, выгребая против очень сильного отлива. Они обнаружили шхуну на песчаной мели, в полной готовности встретить их пушками и ружьями. Три залпа с расстояния пистолетного выстрела не спасли её от абордажа и боя на палубе. Французский капитан, Галлен Лафон (фр. Gallen Lafont), был убит в поединке с лейтенантом Йетсом, еще один французский моряк был убит, а другой ранен. Шхуна была вооружена шестью 12-фунтовыми и восемью 9-фунтовыми карронадами и имела шестьдесят человек экипажа на борту, остальные больные или перешли на призы. Английские потери: Джон Томпсон (англ. John Thompson), матрос, убит; Томас Джонс (англ. Thomas Jones), матрос, утонул; Кристофер Гилбертсон (англ. Christopher Gilbertson), матрос, ранен; одна шлюпка уничтожена.
2 декабря совместно с HMS Kite взял 6-пушечный корсар Renard.
1811 — в августе шлюпки эскадры адмирала Янга (Quebec, HMS Raven, HMS Redbreast, HMS Exertion, HMS Alert и HMS Princess Augusta) при о. Гельголанд, под общим командованием первого лейтенанта Quebec Сэмюэла Блайта (англ. Samuel Blyth), захватили и увели от лежащего рядом Нордернея, из гряды Фризских островов, французский вооруженный таможенный бот Christine Charlotte и торговое судно.
3 августа были замечены 4 канонерские лодки на якоре за островом и была предпринята атака. Пушки противника были заряжены картечью и гранатами и разрядились, только когда шлюпки подошли на пистолетный выстрел, но они преуспели в абордаже первой канонерской лодки, а затем по очереди всех остальных. Другие офицеры Quebec, принявшие участие в рейде: лейтенант Чарльз Вулридж (англ. Charles Wollridge), штурманский помощник Роберт Кук (англ. Robert Cook), мичман Джон Макдональд (англ. John M'Donald) и лейтенант морской пехоты Хамфри Мур (англ. Humphry Moore), который позже жестоко обгорел. Лейтенант Блайт был немедленно произведен в коммандеры.
Канонерские лодки были вооружены длинноствольной 12-фунтовой и двумя 6- или 8-фунтовыми пушками каждая (голландский металл тяжелее, чем английский), и несли 102 человека.
Английские потери были 4 убитых и 14 раненых, из них потери Quebec: Джордж Бэгли (англ. George Bagley), матрос, убит; Джордж Хьюпорт (англ. George Hewport), Джон Фуллер (англ. John Fuller), Бенджамин Хокинс (англ. Benjamin Hawkins) и Томас Томпсон (англ. Thomas Thompson), матросы, и Джон Спаркс (англ. John Sparks), морской пехотинец, ранены.
30 октября в районе фламандских банок Quebec погнался за, и захватил большой французский корсар, куттер Olympia. За 24 часа до этого тот вышел в шестинедельное крейсерство, с вооружением десять 18-фунтовых пушек и командой 78 человек.
1812 — признан негодным к службе в море, выведен в резерв и рассчитан в Ширнесс; возвращен в строй в декабре, лейтенант Томас Ли (англ. Thomas Leigh).
1813 — январь, переделан в плавучую казарму в Плимуте.
1814 — использовался как мусорная баржа (по другим данным, брандвахта) в Норе.
1816 — июль, разобран в Ширнесс.